# Batzos
Batzos (Μπάτζος en griego) es un queso griego con denominación de origen protegida a europeo desde 1996. El batzos se produce en Tesalia y Macedonia Oriental y Central.
Se produce tradicionalmente con leche de oveja o de cabra o una mezcla de las dos. Madura y se almacena en salmuera. Tiene un 45% máximo de humedad. Es un queso bajo en grasas (25% mínimo de materia grasa). No tiene una corteza externa. Es un queso clasificado de semiduro a duro. La pasta presenta muchos ojos, pequeños e irregulares. Su color es blanco. Tiene un sabor agradable, muy salado y ligeramente a pimienta.